# Lübecker Senat 1932 und 1933

Flagge Lübecks 1890–1935

Der Senat der Freien und Hansestadt Lübeck als Kabinett in den Jahren 1932 und 1933. Die Liste umfasst den Zeitraum der beginnenden Legislaturperiode der Lübecker Bürgerschaft als Landesparlament in der Zeit der Weimarer Republik vom 13. November 1932 bis zur Gleichschaltung durch die Nationalsozialisten 1933.

## Bürgermeister
- Paul Löwigt (SPD), seit Juni 1926, Senator seit März 1919. Bis 6. März 1933.
- Otto-Heinrich Drechsler (NSDAP), seit Mai 1933

## Senatoren
- Georg Kalkbrenner, seit 1907. Bis 12. Mai 1933.
- Albert Henze (SPD), seit März 1919. Bis 6. März 1933.
- Fritz Mehrlein (SPD), seit März 1919. Bis 6. März 1933.
- Carl Heinsohn, seit April 1925. Bis 13. März 1933.
- Heinrich Eckholdt (DDP), seit 1926. Bis 6. März 1933.
- Paul Geister, seit 1926. Bis 11. März 1933.
- August Haut (SPD), seit Februar 1928. Bis 6. März 1933.
- Hans Ewers (DVP), seit 1929. Bis 1933.
- Emil Bannemann (NSDAP), seit Mai 1933
- Hans Böhmcker (NSDAP), seit Mai 1933
- Ulrich Burgstaller (NSDAP), seit Mai 1933
- Walther Schröder (NSDAP), seit Mai 1933
- Friedrich Völtzer (NSDAP), seit Mai 1933